# 查尔斯·福赛思
查尔斯·福赛思（英語：Charles Forsyth，1885年1月10日—1951年2月24日），英国男子水球运动员。他曾代表英国参加1908年夏季奥林匹克运动会水球比赛，获得一枚金牌，他在决赛期间为队伍贡献三球。